# نیترواوره
نیترواوره (به انگلیسی: Nitrourea) یک ترکیب شیمیایی با شناسه پاب‌کم ۶۲۳۷۲ است. 